# 奧古斯都堡與獵趣園
奧古斯都堡與獵趣園（德語：Schlösser Augustusburg und Falkenlust）位於德國萊茵蘭地區的布呂爾東郊，包括了奥古斯都堡（德語：Augustusburg）、法爾肯拉斯特狩獵小屋（德語：Jagdschloss Falkenlust）、以及其間的鄉間小路與園林，是德國18世紀最重要的巴洛克和洛可可式建築之一，於1984年被聯合國教科文組織列為世界文化遺產。

## 歷史
早在 12 世紀，科隆總主教於現在奧古斯都堡所在的區域擁有一處莊園。並在1284年在大主教指派下建造一座有護城河的城堡，以作為為科隆抵禦的前線堡壘，於1298年竣工，然而在1689 年，這座城堡在大同盟戰爭期間遭到法國人炸毀。
1725年，出身於巴伐利亞與科隆選侯國，屬維特爾斯巴赫王朝成員的科隆大主教（德語：Erzbischof von Köln）克雷門斯·奧古斯都，鎖定此地點興建此奧古斯都堡，以作為寓所，並指派當時的建築師約翰·孔拉特·史勞（Johann Conrad Schlaun）與弗兰索瓦·德·屈维利埃負責設計建造，其炫目的階梯空間則是約翰·巴塔薩·紐曼所設計，而法爾肯拉斯特狩獵小屋則是當時貴族遊樂的狩獵場，建於1729年至 1740年，這兩棟建築皆位於一座佔地50公頃的巨大公園內，並透過一條貫穿花園的大道相連。.
1842年，奧古斯都堡的花園在園藝設計師彼得·約瑟夫·萊內（Peter Joseph Lenné）的規劃下，依照當時流行的英式風格重新修建，但之後在1933年至1935年城堡整修又將其改回原先的巴洛克風格。
第二次世界大戰期間，城堡曾遭到戰火波及而受損，因此從1946年開始，奧古斯都城堡進行進一步的修復和重建工作，在1994年前則作為西德總統接待外國貴賓的重要賓館使用，自1958年以來，奧古斯都堡一直是布呂爾城堡音樂會（Brühler Schlosskonzerte）的舉辦地。

## 世界遺產
1984年，聯合國教科文組織將布呂爾的奧古斯都堡和“諧趣園”城堡作為文化遺產指定為世界文化遺產，编号第288号，认为其满足以下兩个获选条件：
1. 奧古斯都堡與獵趣園代表德國洛可可風格的第一批重要建築，在完工後世紀以來，它們一直是大多數王宮的楷模對象。（文化遗产标准二）；
2. 奧古斯都堡與獵趣園皇家花園是18世紀大型皇室住宅的傑出典範。（文化遗产标准四）；

## 圖片

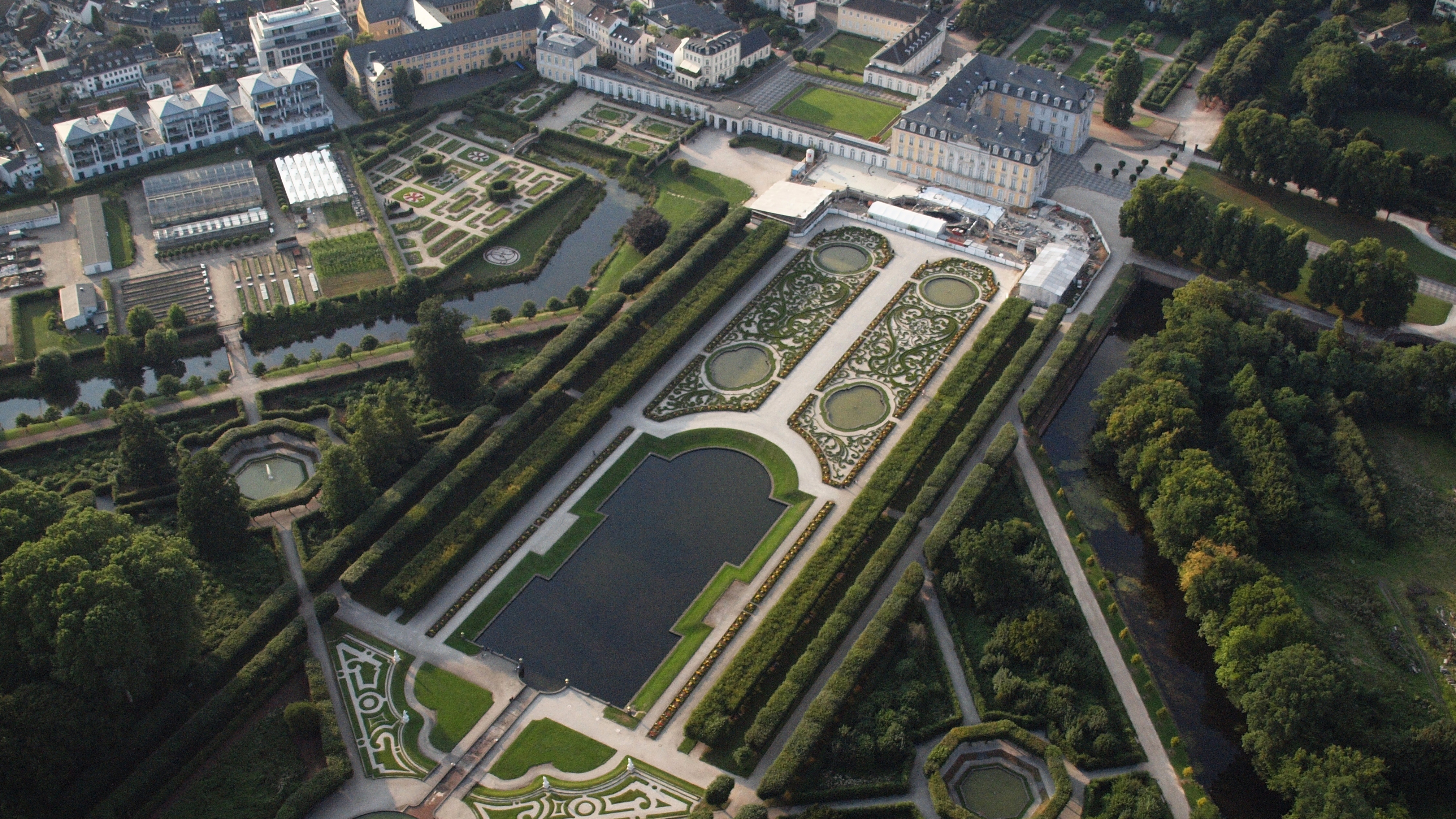
俯瞰奧古斯都堡花園
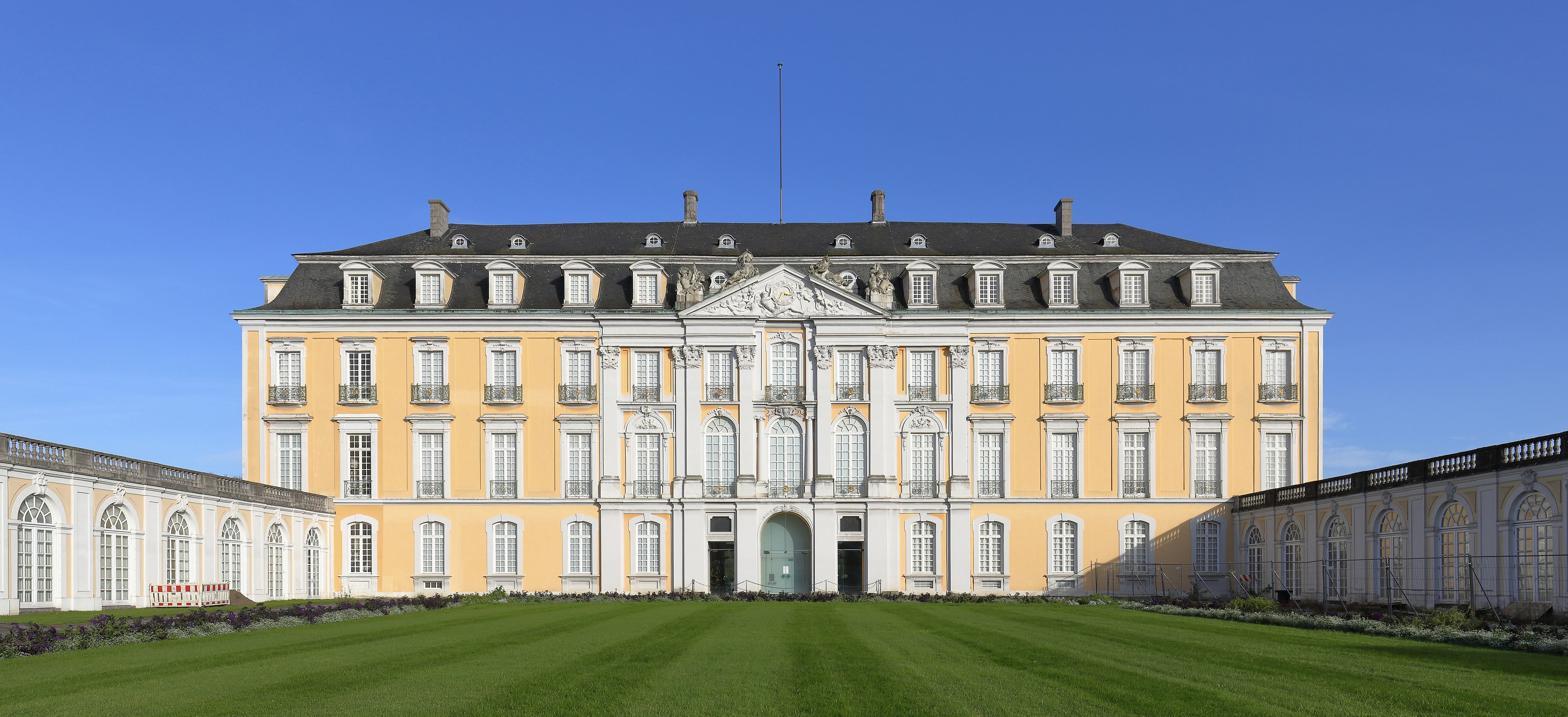
奧古斯都堡西立面
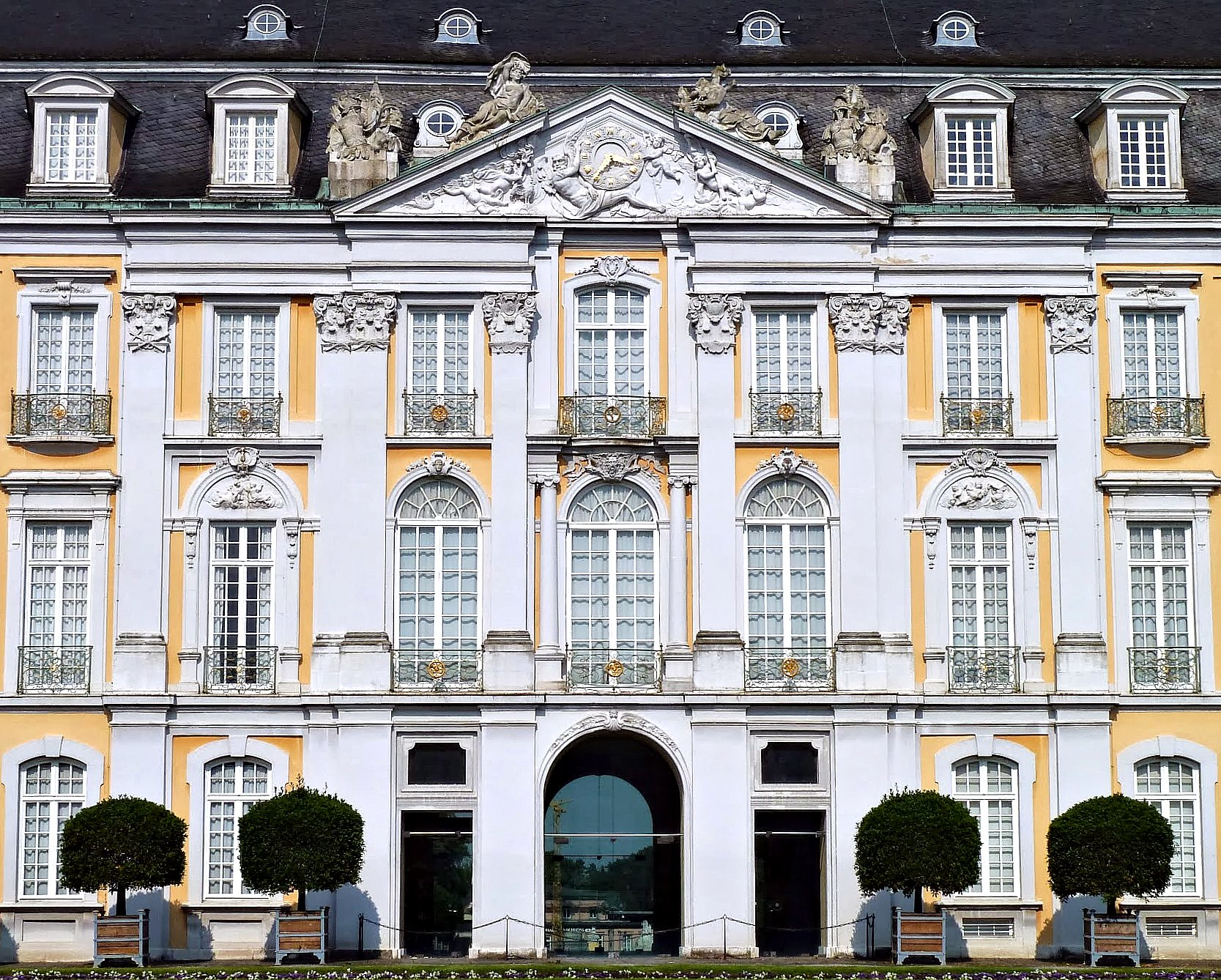
奧古斯都堡近景
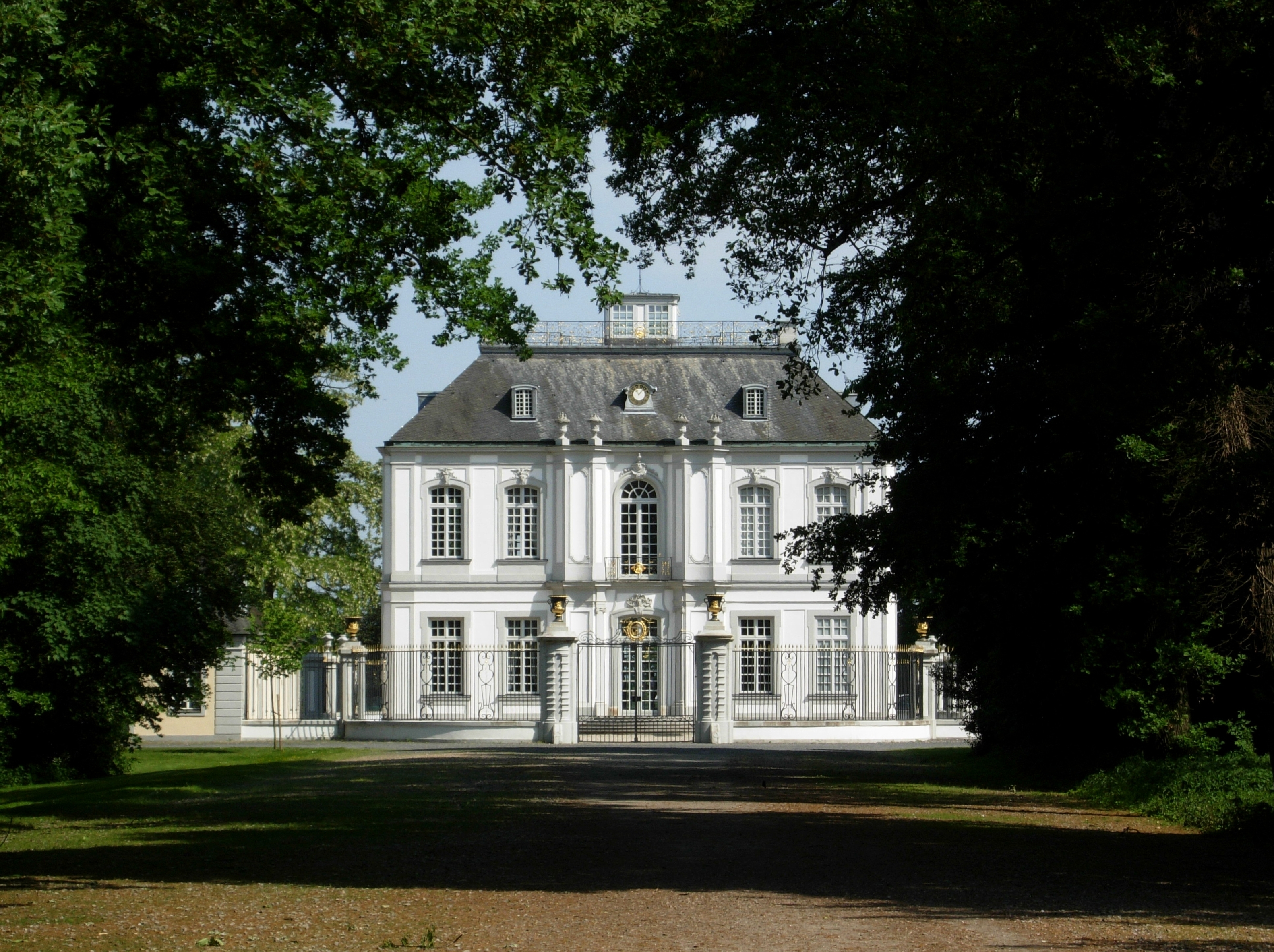
法爾肯拉斯特狩獵小屋

## 外部連結
- Castles of Augustusburg and Falkenlust at Brühl : UNESCO Official Website （页面存档备份，存于）
- Official website （页面存档备份，存于）
- brühler schlosskonzerte （页面存档备份，存于）